# Ophcrack
Ophcrack（オフクラック）は フリーでオープンソース(GPLライセンス)のパスワードクラッカ。WindowsパスワードをLMハッシュのレインボーテーブルを用いて解析する。

## 概要
Ophcrackには、WindowsのSAM (en:Security Accounts Manager) ファイルダンプを含む、様々なフォーマットのハッシュを読み込む機能が含まれ、ほとんどのコンピュータではOphcrackを使用することで、数分以内にほとんどのパスワードをクラックすることができる。
LMハッシュのレインボーテーブルは開発者がフリーで提供している。Ophcrackはデフォルトで、英数字のみ14文字以内で構成されたパスワードをクラックできるテーブルを同梱している。Windows XP向け、Windows Vista向けにそれぞれ4つのテーブルが用意されており、無料でダウンロードできる
。
Objectif Sécurité は専門家による使用を目的とした、より大きなテーブルを有料で用意している。大きなサイズのレインボーテーブルはWindows Vista/7のNTLMハッシュをクラックするために使用される。
バージョン2.3以降のOphcrackではNTLMハッシュの解析も可能になった。NTLMハッシュの解析はLMハッシュの生成が無効になっている場合（Windows Vistaではデフォルトで無効）または、パスワードが14文字より長い場合（LMハッシュが格納されない）に必要である。
Ophcrack はLive CDディストリビューションも用意されており、Windowsシステムから自動的にパスワードを取得、解析できる。あるLiveCD版のOphcrackはWindows XP以下で利用できるが、別にWindows Vista、Windows 7用の物も用意されている。バージョン3.3.0以降のLive CD版OphcrackはSliTaz GNU/Linuxをベースに構築されている。
OphcrackをLiveCDでなく、USBメモリを用いて起動するためには「unetbootin」を用いる。LiveCDのISOイメージを目的とするUSBメモリにインストールする。